# Diederik I van Wettin
Diederik I van Wettin (ca. 925 - voor 976) is de oudste voorvader van het Huis Wettin die met zekerheid bekend is. Zodoende mag hij de stamvader van vele Europese koningshuizen, waaronder het Britse (met Charles III) en het Belgische (met Filip I), genoemd worden.

## Huwelijk en kinderen
Diederik trouwde met Imma, die als weduwe overleed in 976. Zij kregen de volgende kinderen:
- Dedo I, graaf van Wettin (960 - 13 november 1009)
- Frederik I, graaf van Wettin en Eilenburg (960 - 1017)

## Voorouders
De voorouders van Diederik zijn niet bekend maar omdat hij een belangrijke figuur is in de genealogie van nog regerende vorstenhuizen, is daar veel over gespeculeerd. Verschillende theorieën noemen als vader van Diederik:
- Dedi I
- Burchard II of de zoon Burchard III
- Volkmar I